# Naturbruksgymnasiet Östra Ljungby

Naturbruksgymnasiet Östra Ljungby är en gymnasieskola i Östra Ljungby i nordvästra Skåne med Naturbruksprogrammet. Där finns inriktning jordbruk, hästhållning och hund som är på tre år. I den nya gymnasieskolan som börjar från och med hösten 2011 kommer det att finnas inriktning jordbruk och djur (där man kan välja mellan häst och hund). Man kan även gå Naturbruksprogrammet med inriktning särskola och den är fyra år.

## Historik
År 1961 startade skolan med en 21-veckors kurs i traditionell lantbruksutbildning. Denna första klass bestod av ett trettiotal elever. Så småningom bytte man namn till Naturbruksgymnasiet, och inför årsskiftet 1999 fick skolan en ny huvudman. Tidigare hade man hört till landstinget men nu skulle man kopplas till Klippans kommun. Vid den här tidpunkten var elevantalet inte så stort, skolan hade ca åttio elever, men redan 1998 planerade man för att öka antalet sökande till skolan. Då invigdes nämligen Hästinriktningen. År 2001 utökades antalet inriktningar med en Greenkeeper-inriktning, den enda i sitt slag i Sverige. Här blev man utbildad till golfbaneskötare. Skolan har sedan utvecklats och växt med en särskoleinriktning fr.o.m hösten 2005, och en hundinriktning som startades hösten 2006.